# Lago di Fogliano
Il lago di Fogliano è un lago che si trova nella provincia di Latina, nell'Agro Pontino, nel Lazio. Tra i laghi costieri della regione pontina (Fogliano, Caprolace, Monaci, Paola) è il più grande, circa 395 ha, con un'estensione verso il mare di circa 5 km, un perimetro di circa 11 km e una larghezza di circa 1,5 km. La sua profondità massima è dell'ordine dei 2/3 m. Stretto dal cordone litoraneo raccoglie le acque del canale Cicerchia.

## Storia
Il regime irregolare delle acque ha reso, fino al XX secolo, indefinibile il perimetro delle rive. A seguito della bonifica dell'Agro pontino da parte dell'Opera Nazionale Combattenti è stato arginato ed ha assunto una configurazione definitiva. Fa parte dal 1978 del territorio protetto del parco nazionale del Circeo, classificata come zona umida di importanza internazionale (convenzione di Ramsar).
In questa zona sono stati rinvenuti raschiatoi, punte di freccia, ed altre tracce della presenza dell'uomo a partire dalla preistoria. I Romani realizzarono importanti opere di bonifica, trasformandolo in un centro di allevamento e pesca, costruendo piscine e canali per sfruttare al meglio la ricchezza del lago. Dopo un periodo di abbandono, l'area di Fogliano, divenuta d'influenza pontificia, rifiorisce. Sermoneta, Ninfa e i laghi di Fogliano e Caprolace costituiscono un unico fiorente possedimento che papa Bonifacio VIII (Benedetto Caetani, 1294) affida alla famiglia Caetani.
La famiglia Caetani arricchisce l'area di nuovi edifici: è del 1742 la costruzione della casina di caccia, nata per ospitare il Conte d'Albany ed il Cardinale di York, nipoti di Giacomo II di Stuart, durante le loro battute di caccia. Nel 1877, vengono costruite la villa padronale e la cosiddetta "Villa Inglese". Successivi rimaneggiamenti hanno portato ad un totale mutamento nell'architettura della villa padronale e della casa di caccia, che attualmente costituiscono un corpo unico, inglobando i resti dell'antica chiesa di S. Andrea, in seguito sostituita da una chiesetta in stile neogotico situata nei pressi della villa.

## Villa Fogliano
Il nucleo abitato di  Borgo Fogliano, in origine formato da famiglie dedite alla pesca ha dato il nome al lago ed alla celebre Villa Fogliano della famiglia Caetani.

## Giardino botanico

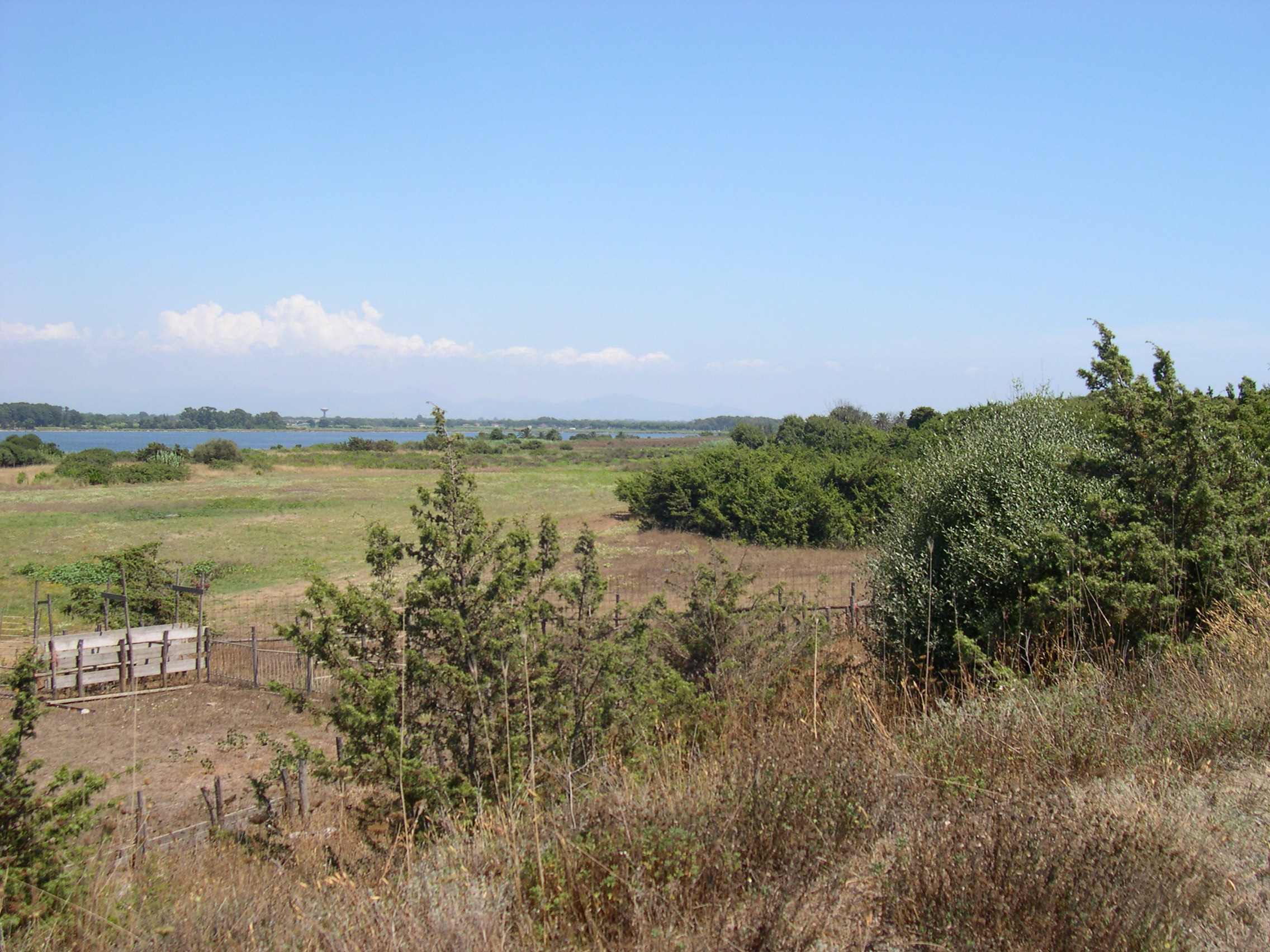
Lago di Fogliano

L'orto botanico di Villa Fogliano nacque come giardino esotico alla fine dell'Ottocento, per volontà di Ada Bootle Wilbraham, moglie di Onorato Caetani, che vi introdusse specie esotiche, ed in particolare palme.
In tempi successivi i Caetani si dedicarono alla realizzazione del giardino di Ninfa, trascurando Fogliano. Negli anni venti, nell'orto botanico di Fogliano, venendo a mancare la manutenzione, iniziò spontaneamente un processo di naturalizzazione, che ha creato una situazione unica nel suo genere, con specie mediterranee (leccio, palma nana, alloro) che affiancano le palme, gli eucaliptus e l'araucaria.
Le particolari condizioni climatiche fanno sì che alcune di queste specie si rinnovino spontaneamente, arricchendo così la varietà biologica della zona. Grazie alle caratteristiche profumazioni della macchia mediterranea, ai numerosi stimoli sensoriali offerti dall'ambiente ed alla estrema varietà di forme e dimensioni delle specie presenti nell'orto botanico è stato possibile realizzare un percorso per non vedenti.
Negli ultimi anni si sta presentando anche qui, come nel resto del Lazio, il problema dell'infestazione da punteruolo rosso (Rhynchophorus ferrugineus), parassita che attacca le palme e si sta rivelando resistente alle varie tecniche di lotta applicate. Le palme della riva del lago, che fecero da sfondo ad alcune scene di Ben-Hur, ne sono state colpite.